# Weren't Born a Man
Weren't Born a Man es el tercer álbum de estudio de la cantautora británica Dana Gillespie. Fue publicado en abril de 1974 por el sello discográfico RCA Records.

## Diseño de portada
En la portada del álbum, con un aspecto bastante imperturbable, Gillespie aparecía en un corsé negro con adornos de encaje rojo y negro, medias negras y una estola de piel roja. Esta imagen de Gered Mankowitz en tonos rubí ofrecía brillo glam rock con un toque de Moulin Rouge.

## Recepción de la crítica
Un escritor no especificado de Record World indicó que “la cantante de garganta plateada debuta con estilo teatral y dramático”. Un escritor no especificado de la revista Billboard escribió: “Su voz juega con ecos de Marianne Faithfull, Melanie y otras estilistas nostálgicas, así como con un estilo de rock más duro. Pero el voyerismo ocasional y el melodrama predominante le dan a la dama su propia aura”. Un escritor no especificado de la revista Cash Box escribió: “[Weren't Born a Man] es un paquete dinámico que presenta a la encantadora artista en varios escenarios musicales dramáticos, cuya teatralidad es muy convincente”.

## Créditos y personal
Créditos adaptados desde las notas de álbum de Weren't Born a Man.
Músicos
- Dana Gillespie – voces, guitarra acústica en «Dizzy Heights», «Weren't Born a Man» y «All Cut Up on You», piano en «All Gone»
- Jim Ryan – guitarra en «What Memories We Make», guitarra líder en «All Cut Up on You»
- Ray Glin – guitarra líder en «Dizzy Heights»
- Chris Ray – guitarra líder en «Dizzy Heights»
- Brian Odgers – bajo eléctrico en «Dizzy Heights» y «All Cut Up on You»
- Terry Cox – batería en «Dizzy Heights», «Backed a Loser», «All Cut Up on You» y «Eternal Showman»
- Frank Riccoti – percusión en «Dizzy Heights» y «All Cut Up on You»
- Ronnie Leahy – piano en «Dizzy Heights» y «All Cut Up on You»
- Roseta Hightower – coros en «Dizzy Heights» y «All Cut Up on You»
- Lisa Strike – coros en «Dizzy Heights» y «All Cut Up on You»
- Joanne Williams – coros en «Dizzy Heights» y «All Cut Up on You»
- Mick Ronson – guitarra en «Andy Warhol» y «Mother, Don't Be Frightened»
- Mick Woodmansey – batería en «Andy Warhol» y «Mother, Don't Be Frightened»
- Trevor Bolder – bajo eléctrico en «Andy Warhol» y «Mother, Don't Be Frightened»
- Rick Wakeman – piano en «Andy Warhol» y «Mother, Don't Be Frightened»
- David Bowie – guitarra acústica, coros en «Andy Warhol»
- Dave Winter – bajo eléctrico en «Backed a Loser» y «Eternal Showman»
- Paul Keogh – guitarra en «Backed a Loser» y «Eternal Showman»
- Mike Miran – piano en «Backed a Loser», «Weren't Born a Man» y «Eternal Showman»
- Mick Liber – guitarra líder en «Weren't Born a Man»
- Barry DeSouzo – batería en «Weren't Born a Man»
- Pat Donaldson – bajo eléctrico en «Weren't Born a Man»
- Bobby Keyes – saxofón en «Weren't Born a Man»
- Ray Cooper – percusión en «Weren't Born a Man»

Personal técnico
- Dana Gillespie – productora en todas las canciones excepto «Andy Warhol» y «Mother, Don't Be Frightened»
- Robin Geoffrey Cable – productor en todas las canciones excepto «Andy Warhol» y «Mother, Don't Be Frightened»
- David Bowie – productor en «Andy Warhol» y «Mother, Don't Be Frightened»
- Mick Ronson – productor en «Andy Warhol» y «Mother, Don't Be Frightened»
- Gered Mankowitz – fotografía